# Arsames (sátrapa do Egito)
Arsames (em grego: Ἀρσάμης; romaniz.: Arsámēs; em persa médio: 𐎠𐎼𐏁𐎠𐎶; romaniz.: Aršāma), também referido como Sarsamas e Arxanes, foi um sátrapa aquemênida do Antigo Egito durante o século V a.C., na época da XXVII dinastia.

## Nome
Arsames (Ἀρσάμης, Arsámēs) ou Arsamas (Ἀρσάμας, Arsámas) são as formas gregas do persa antigo Arxama (𐎠𐎼𐏁𐎠𐎶, Aršāma; de *(w)r̥šā, "touro, heroi", e *amah, "poder, força"), "ter a força de um herói". Foi registrado em aramaico como Arxã (ʾršm), em acadiano como Arxã (𒅈𒃻𒄠 / 𒅈𒌑, ⁠Aršam⁠), Arxama (𒅈𒃻𒄠𒈠 / 𒅈𒃻𒄠𒈠𒀪, ⁠Aršama / Aršamaʾ) e Arxamu (𒅈𒌑𒈬, Aršamu), em elamita como Irxama (𒅕𒐼𒈠, ⁠Iršama⁠) e Irxauma (𒅕𒐼𒌝𒈠, Iršauma⁠) e em armênio como Arxã (Արշամ, Aršam). A forma feminina, Arsame (Ἀρσαμη, Arsamē), derivada de *Arxama (*Aršāmā), é atestada na filha de Dario, o Grande (r. 522–486 a.C.).

## Carreira
Arsames era um príncipe aquemênida, neto de Dario, o Grande. De acordo com Ctésias, Sarsamas foi nomeado sátrapa pelo general Megabizo (Fócio, excerto 38 da Pérsica de Ctésias). Anteriormente, um antigo príncipe egípcio chamado Inaro se revoltou abertamente contra Artaxerxes I e o governo aquemênida e matou em batalha o sátrapa, Aquêmenes. Em 454 a.C., logo após sua nomeação, Arsames ajudou a suprimir a revolta derrotando os reforços atenienses enviados no delta do Nilo. Após a revolta, Arsames empreendeu uma política conciliatória em relação aos egípcios nativos para evitar a ignição de novas revoltas; provavelmente por esse motivo, permitiu que o filho de Inaro, Taniras, mantivesse seu senhorio em parte do Delta, como relata Heródoto.

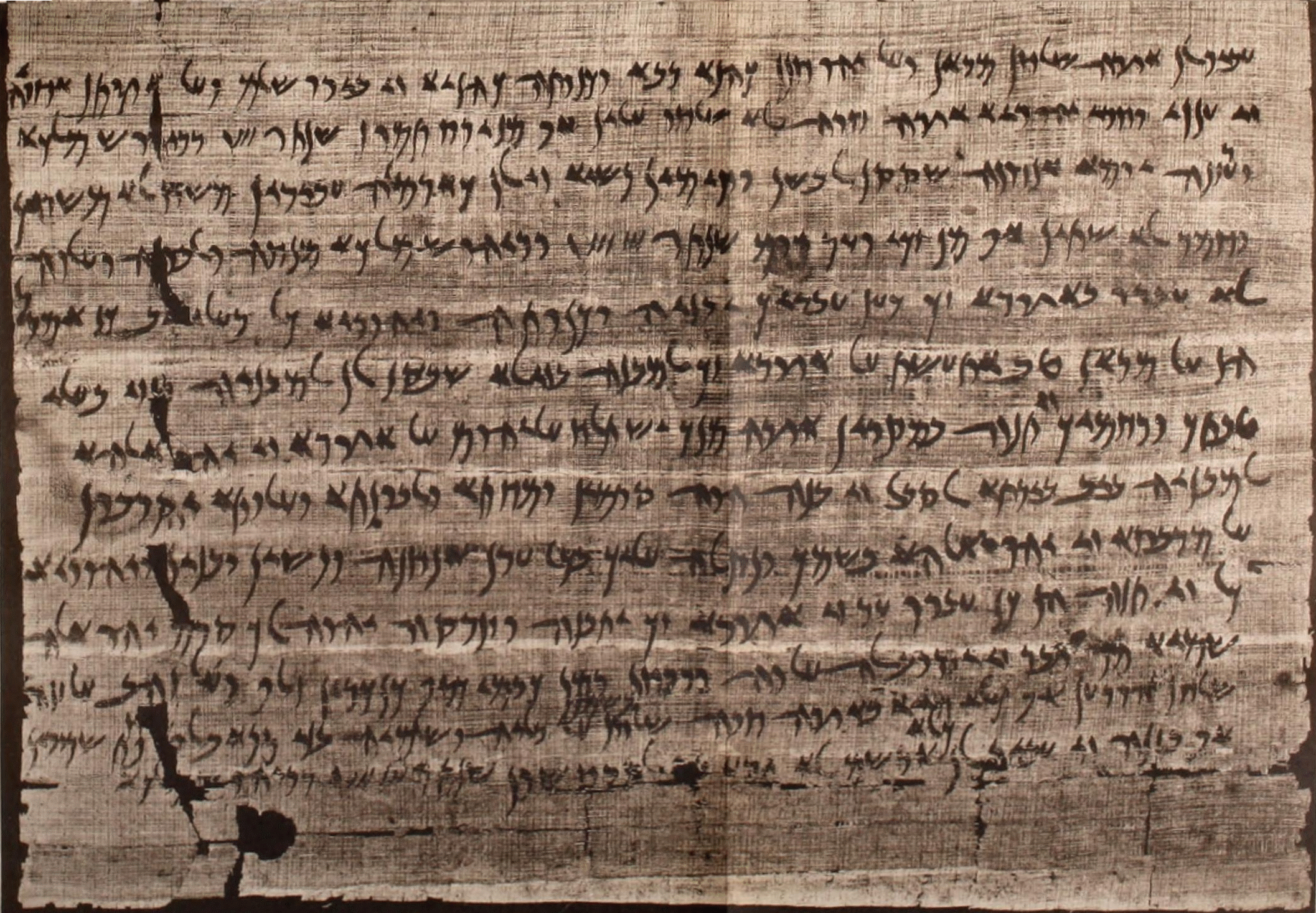
Metade inferior de um dos papiros de Elefantina, contendo um apelo à reconstrução do templo judeu em Elefantina, e datado de "...o ano 17 do rei Dario (II), sob Arsames..."

Embora sua carreira inicial acima mencionada seja relatada apenas por fontes gregas, a vida posterior de Arsames é conhecida por várias cartas escritas em aramaico, compiladas principalmente pelo sacerdócio judeu de Elefantina e pertencentes aos papiros de Elefantina, e que são datáveis de 428 a.C. em diante. Sabe-se que em 423 a.C. apoiou Dario II em seu golpe de estado bem-sucedido, e mais tarde foi chamado de volta a Susã na Pérsia entre 410 e 407/6 a.C., conforme relatado por outros documentos, entre eles algumas cartas trocadas com seu gerente de propriedade Nactior e com um homem chamado Artavante que provavelmente atuou como sátrapa do Egito ad interim.
Em 410 a.C., uma revolta irrompeu em Elefantina, onde a comunidade judaica estabelecida vivia junto aos egípcios nativos e tinham seus templos próximos, o de Javé e Quenúbis, respectivamente. Os judeus eram bem tolerados por Arsames e pelos ocupantes persas em geral; no entanto, parece que a prática judaica de sacrificar cabras ao seu deus era percebida como insulto pelo clero do templo vizinho da divindade egípcia com cabeça de carneiro Quenúbis. Aproveitando uma das ausências de Arsames, o clero de Quenúbis corrompeu um comandante militar local, Vidaranague, instigando-o a destruir o templo de Javé. Após seu retorno, Arsames puniu os perpetradores, mas sentiu-se compelido a evitar qualquer controvérsia proibindo o abate ritual de cabras. No entanto, os múltiplos apelos dos judeus de Elefantina para a reconstrução do seu templo parecem ter permanecido ignorados durante alguns anos pelos notáveis de Jeúde e Jerusalém a quem tinham escrito. Arsames não é mais mencionado depois de 406 a.C., e é provável que tenha morrido pouco antes da reconquista egípcia do Egito realizada pelo faraó nativo Amirteu em 404 a.C..

## Selo cilíndrico
Arsames também é conhecido por um selo cilíndrico gravado, no qual é visto matando inimigos sacas, com uma representação das coroas do Baixo e Alto Egito, usadas por falcões.